# I sofisti ad Atene
I sofisti ad Atene. L'uscita retorica dal dilemma tragico è un saggio di Antonio Capizzi, edito nel 1990 da Levante editori in Bari. Il volume fa parte della collana "Le rane" diretta da Francesco De Martino.
Composto da una premessa, sette capitoli e quattro indici, il libro si occupa della soluzione retorica che consentì nel V secolo a.C. ai sofisti Protagora, Gorgia, Prodico, Trasimaco, Ippia di Elide e Zenone Eleate di uscire dal dilemma tragico.

## La tesi del libro
Rispetto alla maggioranza dei saggi storici, i sofisti vengono qui raccontati non come momenti-cardine del Pensiero umano, ma come uomini, nel loro comparire, agire e relazionarsi in un luogo e in un tempo precisi, e cioè ad Atene tra il 460 e il 410 a.C..
Ciò comporta da un lato la stretta connessione delle loro posizioni con il contesto cittadino, dall'altro la ricerca non di una loro filosofia, che per Capizzi è inesistente, ma di una loro reazione-adeguazione agli eventi storici, politici e sociali dell'Atene del V secolo a.C., il più rilevante dei quali è l'affermazione di una nuova classe sociale: quella dei grossi arricchiti.
L'attenzione, in questo ambito, viene rivolta dall'autore alla stretta parentela della sofistica con la tragedia attica, che a sua volta rispecchia le due anime di Atene. Più di preciso, si tratta di un rapporto di filiazione: quel che infatti fanno i sofisti è ricavare l'antilogia retorica dal dilemma tragico.
Dilemma e antilogia, spesso in conflitto reciproco, soccomberanno di fronte all'avanzata della dialettica socratica, trionfante in Platone e in Aristotele.

## Atene, la città a due anime
Come in altri suoi precedenti saggi dedicati ai sapienti del mondo greco pre-macedone, Capizzi si concentra sul rapporto tra gli autori e la polis in cui produssero le loro opere. Nel caso dei sofisti, Atene.
Principale peculiarità della città attica fu di essere tra le poche a resistere all'invasione dorica. Proprio dalla vigile difesa contro i Dori, Atene fu spinta prima di altre poleis a realizzare l'unità politica di due distinte popolazioni: quella locale dei Pelasgi Cranai, che vivevano di agricoltura, e quella immigrata degli Ioni d'Asia, che vivevano di commercio marittimo. Una doppia matrice espressa da un doppio ordine di miti, segnale di una contraddizione interna - religiosa, morale, sociale e politica - che scuoteva dal profondo l'autocoscienza etnica degli Ateniesi.
Atene già all'inizio del V secolo a.C. era una città a due anime, lacerata tra due culture confliggenti: quella ionica-gentilizia, rappresentante della moralità maschile, guerriera, celeste e aristocratica delle classi dominanti e quella autoctona-popolare, rappresentante dell'eticità femminile, magica, arcaica, agricola delle classi subalterne. La tragedia di Eschilo, Sofocle ed Euripide fece da cassa di risonanza a tale insanabile dissidio interiore. L'eroe tragico sa che entrambe le istanze che lo abitano hanno nello stesso tempo ragione e torto. Bene e male sono perciò inscindibili: qualunque sia la sua scelta, l'eroe cadrà ineluttabilmente nella colpa, proprio per via della sua eticità e tramite essa.
Poco prima della metà del V secolo a.C. accadde però un fatto nuovo. La doppia verità della tragedia si trasformò, come ha accuratamente rilevato Guthrie, nella deinótes dei sofisti: quel loro aspetto terrificante per cui proponevano incessantemente antitesi che la ragione non riusciva a risolvere. In realtà, scrive Capizzi, in questo modo la sofistica ha indicato un'uscita dal dilemma tragico, né razionale né morale, ma comunque pratica. «Se oggettivamente i due discorsi si equivalgono, o sono irriducibili, tocca alla tecnica del discorso farne apparire migliore uno, quello che sarà più utile a chi sta parlando in quanto gli consentirà la conquista dell'uditorio».

## I protosofisti: Protagora e Zenone Eleate
Intorno al 457 a.C. va collocato l'arrivo di Protagora e Zenone Eleate ad Atene, l'uno proveniente da Abdera, l'altro da Elea-Velia, città entrambe fondate dagli Ioni ed entrambe resistenti all'occupazione persiana del 546. Sia Protagora che Zenone usarono il ragionamento eristico e molti indizi ci lasciano intendere che in quegli anni polemizzassero tra loro a colpi di sofismi. Nella patria del dilemma tragico, l'eristica non poté che assumere la forma dell'antilogia, cioè della dimostrazione di tesi opposte: un procedimento in cui «il vaglio delle lacerazioni spirituali che lirici e tragici avevano colto nell'immediatezza del sentimento» divenne, a livello razionale, l'urto di «dilemmi mai definitivamente superabili».
Diogene Laerzio testimonia che Protagora fu il primo a sostenere che su ogni cosa esistono due ragionamenti che vicendevolmente si contrastano. Ma la novità vera che l'Abderita introdusse ad Atene non fu, come sostiene il personaggio di Socrate nel dialogo giovanile platonico a Protagora dedicato, di definirsi sofista, cioè «maestro di una tecnica», e di pretendere per i suoi insegnamenti un compenso. Erano già sofisti, in questo senso, il medico Ippocrate e lo scultore Fidia. La novità di Protagora fu che insegnò ai suoi discepoli a migliorare la loro perizia verbale e non l'abilità manuale. «Essenziale è la lingua, non i contenuti del discorso; e se per caso tra questi contenuti compaiono nozioni scientifiche, ciò non avviene per "filosofia", amore del sapere, ma per "filologia", amore del discorso, inteso come grammatica, retorica e argomentazione».
Non molto lontano da tutto ciò era Zenone, che al cospetto di Pericle «esercitò mediante l'antilogia la sua attitudine a confutare e a rinchiudere in aporia» e che «dimostrava come le stesse cose fossero possibili e insieme impossibili, uguali e disuguali, una e molte, mobili e immobili, divisibili e indivisibili, infinitamente grandi e infinitamente piccole».
Lo scopo di questa tecnica del discorso è evidente. «Aristotele aveva ben compreso che i sofisti [...] non miravano al miglioramento della tecnica, ma ai risultati di essa. Si trattava non di "parlare di", ma di "parlare a"; di vincere le resistenze dell'ascoltatore trasformando la persuasione in costrizione, in violenza; di ottenere la credibilità e, attraverso essa, il successo». Nel nuovo regime democratico, proclamato già ai tempi di Clistene ma effettivo proprio dalla metà del V secolo a.C., il successo sulle folle serviva ad ottenere voti e quello sui giudici per vincere i processi.
Non furono i rappresentanti della classe aristocratica, abituati all'eloquenza fin dalla più tenera età, ad avere bisogno degli insegnamenti dei sofisti, ma il ceto di nuovi ricchi di matrice industriale, commerciale e mineraria, venuto alla ribalta per effetto delle vittorie di Atene e delle altre città greche nelle guerre persiane. Ben presto i nuovi ricchi entrarono in politica: «essendo pari ai nobili per censo ma non per abilità oratoria, avevano urgente necessità di utilizzare, pagandola profumatamente, la didattica retorico-politica dei sofisti».

## Apogeo e declino del mondo pericleo
Con il governo di Pericle, Atene raggiunse il suo apogeo. Le Grandi Panatenee si elevarono da massima festa cittadina a grandiosa festività imperiale e la città attica divenne meta di tantissimi forestieri. L'Olimpio richiamò dall'esilio il suo maestro e amico Anassagora, che con gli stessi Protagora e Zenone e con molti altri costituì «quel circolo intellettuale ateniese al quale (e non certo ai soli sofisti come superficialmente si usa ripetere) va attribuita la grande rivoluzione intellettuale del V secolo».
Il nesso tra i maestri del discorso e la democrazia era rimasto quello del decennio precedente, ma coloro che all'inizio degli anni cinquanta aspiravano ad entrare in politica, ora, nel pieno dei quaranta, si erano decisamente affermati. Callia, Nicia e Agnone sono solo alcuni esempi di nuovi arricchiti ai quali Pericle aveva assegnato incarichi diplomatici di rilievo. Nel contempo, col crescere della sua egemonia, Atene fu tirata in ballo in molti processi federali e diventò città di tribunali. «L'agón, il dibattito politico e giudiziario, finì per modificare la psicologia degli Ateniesi al punto che la cultura non fu più concepita in Attica se non come scontro e gara». I nuovi ricchi ebbero sempre più bisogno di acquistare le tecniche del discorso ed è così che i sofisti si guadagnarono da una parte lauti compensi, dall'altra l'ostilità aristocratica espressa a chiare lettere dal nobile Platone e dalla sua scuola. Dal circolo di Pericle, che vide la scienza trasformarsi, con l'isegoria, in perenne dibattito, la democrazia emerse con un tono encomiastico ed un valore paradigmatico senza precedenti.
Negli anni seguenti, tuttavia, si consumò un netto stacco tra l'Atene ideale conclamata dall'Olimpio e dai suoi portavoce e l'Atene reale sotto attacco dei Peloponnesiaci e decimata dalla peste. In città, al cospetto della brutalità dei fatti, fu sempre più forte un sentimento di delusione, da cui anche i tragici non furono immuni. Esemplare è l'Ippolito II di Euripide: un vero sofista, vi si dice, dovrebbe insegnare a pensare bene, non a parlare bene. Non a caso la condanna dell'eroe avviene con «l'azione che non parla». «È questo il punto cruciale: il conflitto tra parlare e agire; ed è proprio qui che tragedia e sofistica si separano [...]. Dal dilemma tragico, dall'antitesi tra due possibili comportamenti entrambi positivi ed entrambi negativi, la tragedia non esce col discorso che fa apparire più valido uno dei due termini, ma con la scelta sofferta di un'azione».
Sia la tragedia che la sofistica contengono in definitiva una scelta, ma quella cui la sofistica mira è collettiva e si ottiene con la persuasione retorico-dialettica dei collegi deliberanti. La tragedia le obietta che la scelta è individuale, solitaria, priva di supporti sociali esterni. Sofferenza e sincerità, nella tragedia, sono ineliminabili e totalizzanti: nessun inganno può eliminare la scelta individuale e i problemi etici ad essa connessi.

## Il decennio dei sofisti
Nel 429 a.C., con la scomparsa di Pericle, per circa un decennio i nuovi ricchi estromisero gli aristocratici dalle magistrature, che furono contese, senza esclusione di colpi, tra due fazioni: quella moderata di Nicia e quella radicale di Cleone. La kakónoia, il rancore profondo degli antichi potenti ora emarginati, impensierì i nuovi, che, consapevoli della loro inferiorità oratoria, richiamarono ad Atene i migliori maestri di grammatica, retorica ed eristica. Il decennio degli arricchiti fu perciò anche il decennio dei sofisti, per lo più giunti nella capitale attica in veste di ambasciatori.
Da Ceo arrivò il grammatico Prodico, che insegnò certamente al giovane Callia, a Teramene, a Isocrate, a Euripide e, a prezzi più contenuti, a Socrate.
Dalla Calcedonia venne il retore Trasimaco, che Platone ci presenta maestro di Cefalo, Lisia, Polemarco, Clitofonte e Nicerato.
Da Leontini, già 55enne, l'oratore Gorgia, che fece ad Atene un ingresso così clamoroso e roboante, da suscitare l'ammirazione degli stessi nobili, non soltanto per le solenni e sublimi innovazioni stilistiche, quanto per la funambolica abilità nell'improvvisare seduta stante un discorso su un qualsiasi argomento proposto dal pubblico. A lungo andare gli insistiti preziosismi di Gorgia stancarono l'uditorio: parevano artefatti, ampollosi, stucchevoli. Scaltramente il Siceliota seppe tuttavia trasformare la sua tecnica da prassi corrente in teoria. Scrisse un'Arte oratoria e formò molti oratori della prima parte del IV secolo a.C.: da Isocrate a Prosseno, fino probabilmente ad Antistene, Alcidamante, Aspasia ed Eschine socratico.
Da Elide, infine, arrivò Ippia, il più giovane dei sofisti, con tutta probabilità proprio in coincidenza di un nuovo, ultimo ritorno di Protagora ad Atene, dove fu ospite del protettore Callia.
Appunto intorno a Callia venne così a formarsi, tra il 423 e il 421 a.C., quel circolo dei sofisti verso cui si scatenò l'odio impotente dei nobili attici, la cui voce fu sostenuta soprattutto dalla commedia. Aristofane prima e Eupoli dopo attaccarono furiosamente i nuovi ricchi e i loro maestri del discorso, facendosi portatori del pensiero antidemocratico fino ad allora espresso anonimamente dal redattore della Costituzione degli Ateniesi.
Bersaglio immancabile di queste invettive fu, più di tutti, Protagora. L'avversione contro l'Abderita fu tanto robusta quanto robusto era stato, all'inizio, il suo consenso. Per cautelarsi dai rischi della pubblica inimicizia Protagora scrisse La Verità: un trattato che esordiva con una proposizione pomposa ed enigmatica, presto chiarita dallo stesso autore che affermava che: a) non esiste falsa apparenza e che b) non è possibile dire il falso. Come nelle antilogie giovanili, era eristica la dimostrazione che appoggiava le nuove tesi, «non meno paradossali delle vecchie, una dimostrazione che impegnò duramente per decenni un ragionatore della forza di Platone» e che serviva a sottrarsi dall'accusa più frequente: se non esiste apparenza e se non si può dire il falso, nessuno poteva più sostenere che Protagora facesse apparire vero il falso coi suoi discorsi.
L'effetto di questa difesa fu vano. Quel che l'Abderita ottenne fu l'avvicendarsi dei critici. «La prassi dell'antilogia suscitava le reazioni dell'aristocrazia, che aveva come portavoce la commedia, e dell'Atene attenta agli ideali etici, che si esprimeva attraverso la tragedia euripidea; la teoria che giustificava l'antilogia con la verità di entrambe le proposizioni in contrasto, e in generale con tutte le proposizioni possibili, si scontrava con la problematica di quegli scienziati la cui ricerca cominciava a chiamarsi philosophêin, "cercare il sapere" o "filosofare" [...] (intesa come un atteggiamento, un modo disinteressato di fare scienza, e non certo come una disciplina distinta dalle altre)». A replicare a Protagora fu Democrito, l'unico dei componenti del circolo di Pericle rimasto ad Atene. Anch'egli originario di Abdera, Democrito rispose con il metodo della peritropé (o ritorsione), obiettando che: a) se sono vere tutte le asserzioni, è vera anche l'asserzione che Protagora sbagli dicendo vere tutte le asserzioni; b) se sono vere tutte le asserzioni, nessuno è più sapiente di altri e dunque nessuno, neanche Protagora, ha motivo di insegnare qualcosa. Quest'ultima conclusione toccava il protosofista in un punto vitale per cui vi rispose con un intero trattato, intitolato Mégas lógos, in cui sostenne la tesi che compito del retore, fermo restando che nessun pensiero è falso, è rendere più forte l'argomento più debole. Una formula che divenne famosa ed al contempo impopolare quanto le altre e che non gli evitò l'esilio forzato.
Ben diverso fu l'atteggiamento di Gorgia: dove Protagora si difendeva, Gorgia passava spregiudicatamente all'attacco frontale, ostentando l'arricchimento, deridendo i maestri di virtù e propagandando una sua concezione del discorso opposta a quella protagorea, per cui esso è sempre inganno, sia che tratti di retorica, poesia, astronomia, politica, filosofia o tragedia. Questo è il motivo per cui, diversamente da quanto crede la maggior parte degli esegeti, Gorgia non è filosofo neanche all'uno per mille, ed è retore al mille per mille, anche quando tratta il problema dell'ente nello scritto pervenutoci con il titolo Sulla natura o su ciò che non è. In realtà, il Leontiniano non fa altro, così come nell'Encomio a Elena e nell'Apologia di Palamede, che proporre un metodo eristico che, in modo simile a quello di Zenone, è capace di dimostrare le cose più inconcepibili.
Protagora e Gorgia, i due sofisti maggiori, rappresentano così ad Atene due facce di una stessa medaglia. Una faccia seria ed una beffarda, ma tutt'e due al servizio di chi aveva dovuto spendere la propria vita per occuparsi di ben altro che di sottigliezze dialettiche, e ora, per conquistare e mantenere il potere politico-giudiziario, aveva urgente ed immediato bisogno di maestri del discorso.

## L'esodo
Durante tutto il "decennio d'oro" degli arricchiti, i giovani rampolli della classe in ascesa frequentavano volentieri Socrate, «che nelle sue discussioni sulla pubblica piazza mostrava una forza dialettica paragonabile a quella dei sofisti, ma al dibattito ammetteva tutti gratuitamente [...]. Il suo metodo era l'antitesi dell'antilogia sofistica, ma anche del dilemma tragico che ne era la fonte: se due tesi opposte apparivano entrambe vere, bisognava vagliarle criticamente fino a che una delle due si rivelasse vera solo in apparenza». Socrate preparava così, senza forse rendersene conto, una nuova classe dirigente aristocratica da opporre a quella "borghese" allevata dai sofisti: da Alcibiade a Crizia, ad Andocide, a Carmide.
In questo clima, appesantito nel 411 a.C. dalla rovinosa spedizione in Sicilia a sostegno degli Egestani, i sofisti andarono via: Protagora, esiliato, decedette in un naufragio proprio mentre si allontanava da Atene; Gorgia e Trasimaco emigrarono in Tessaglia, a Larissa. Tra continui rivolgimenti di fronte, aristocratici e democratici moderati arrivarono perfino ad allearsi: ma poi Teramene passò con Trasibulo, assai meno propenso ai compromessi con i socratici Alcibiade e Crizia, che furono esiliati, e chiese l'incarcerazione di Socrate; la rotta degli Egospotami e l'ascesa al potere dei Trenta, tra i quali lo stesso Crizia, portò alla condanna a morte proprio di Teramene, Polemarco e Nicerato; caduti i Trenta e giustiziato il loro maestro Socrate, nobili e arricchiti continuarono a combattersi per tutta la prima metà del IV secolo.
La nuova generazione socratica si rivelò, nel suo giudizio sui sofisti, assai più dura della vecchia: Eschine attaccò duramente Prodico, mentre Platone, nei suoi dialoghi giovanili, rivelò tutta l'ostilità propria dei ceti aristocratici. «La filosofia socratica culminò nella seconda metà del secolo con Aristotele, maestro e guida del pensiero occidentale (greco, arabo e latino) per quasi due millenni: le sue Confutazioni sofistiche [...] produssero l'identificazione di socratismo e filosofia. Come affermò Nietzsche nella Nascita della tragedia, il socratismo trionfante "uccise", in Attica, la tragedia; e con essa l'antilogia sofistica che ne era una diramazione: da Platone a Cartesio, da Aristotele ad Hegel, la filosofia fu sempre, con scarse e poco ascoltate eccezioni, pensiero "comico", e cioè contraddizione da cui si esce logicamente o con la confutazione di uno dei due contrari, o con la sintesi che li media entrambi in unità onnicomprensiva. L'uscita pratica dei tragici e l'uscita retorica dei sofisti furono dimenticate, ad Atene e in occidente, in tutti i secoli successivi, fino al nostro tempo».